# Ровшан, Рамиз
Рамиз Мамедали оглы Ровшан (азерб. Ramiz Məmmədəli oğlu Rövşən; род. 15 декабря 1946, Амирджан) — азербайджанский поэт, писатель, эссеист, кинодраматург, переводчик. Народный поэт Азербайджана (2019).

## Биография
Родился 15 декабря 1946 года в селе Амираджаны.
Получил образование в средней школе № 208 Сураханского района. Окончил филологический факультет Азербайджанского государственного университета (1964—1969), Высшие курсы сценаристов и режиссёров в Москве (1976—1978).
Работал в киностудии «Азербайджанфильм» им. Джафара Джаббарлы, редактором в студии сатирического журнала «Мозалан» (1971), сценаристом в сценарной мастерской киностудии (1974—1975).
Являлся членом сценарной редакции (1979—1987), главным редактором киностудии (1987—1992).
С 1992 года является главным консультантом Центра переводов Азербайджана. Автор нескольких книг стихов.
Перевел на азербайджанский язык стихи и поэмы таких известных русских поэтов как В. Маяковский, С. Есенин, А. Блок, М. Цветаева, А. Ахматова.
На основе сценариев Рамиз Ровшана снято большое количество художественных и документальных фильмов. Стихи и рассказы были переведены на многие языки народов бывшего СССР, изданы в США, Германии, Англии, Франции, Польше, Болгарии, Турции, Иране.
С 1981 года член Союза писателей Азербайджана. Член правления Союза писателей Азербайджана. Член Совета прессы Азербайджана.
08 мая 2025 года за заслуги в развитии культуры и науки в Азербайджанской Республике награжден персональной пенсией Президента Азербайджанской Республики.

## Книги
- «Небо камня не держит» (1987) (стихи и поэма)
- «Дыхание — книга книг» (2006) (стихи, проза, эссэ)
- «Мир, где есть вы» (2023)[2]

## Фильмография
- Дедушка дедушки нашего дедушки (1981)
- Городские косари (1985)
- Сигнал с моря (1986)
- Боль молочного зуба (1988)
- От шахидов, к шахидам (1990, документальный)
- Алмаз Илдырым (1991, документальный)
- Шабу-хиджран (1995, документальный)
- Чужое время (1996, документальный)
- Физули-500 (1997, документальный)
- Счастливый человек (1999, документальный)
- Дерево жизни (2002, документальный)
- Мелодия пространства (2004)
- Крепость (2008)